# Finale Afrikaans kampioenschap voetbal 2015
De finale van het Afrikaans kampioenschap voetbal 2015 werd gespeeld op 8 februari 2015 in het Estadio de Bata in Bata. Ivoorkust versloeg Ghana met 9-8 na strafschoppen nadat de score na honderdtwintig minuten nog 0–0 was. Middenvelder Afriyie Acquah van Ghana werd na het duel verkozen tot man van de wedstrijd.

## Finale

### Wedstrijdverloop
Na honderdtwintig minuten was de stand nog steeds 0–0. Beide teams gokten, vooral in de verlenging, op de counter en verdedigden vooral. Ghana had de betere kansen in de wedstrijd. Zo raakten Christian Atsu en André Ayew de paal, al schoot de Ivoriaanse middenvelder Max Gradel nog net over het doel. In de strafschopserie misten Wilfried Bony en Tallo Gadji de eerste twee Ivoriaanse strafschoppen, waarna het 0–2 stond voor Ghana. Door missers van Afriyie Acquah en Frank Acheampong werd het weer gelijk. Uiteindelijk hadden alle veldspelers al geschoten en moesten de doelmannen nog aantreden. Boubacar Barry schoot de bal achter Brimah Razak en hield daarna de strafschop van Razak tegen. Hierdoor won Ivoorkust met 9–8.

### Wedstrijddetails
|                           |                                                                          |              |                                                                            |                                                               |
| 8 februari 2015 20:00 uur | Ivoorkust                                                                | 0 – 0 (n.v.) | Ghana                                                                      | Estadio de Bata, Bata Scheidsrechter: Bakary Gassama (Gambia) |
| 8 februari 2015 20:00 uur | verslag                                                                  |              |                                                                            | Estadio de Bata, Bata Scheidsrechter: Bakary Gassama (Gambia) |
| 8 februari 2015 20:00 uur | Strafschoppen                                                            |              |                                                                            | Estadio de Bata, Bata Scheidsrechter: Bakary Gassama (Gambia) |
| 8 februari 2015 20:00 uur | Bony Gadji Aurier Doumbia Y. Touré Kalou K. Touré Kanon Bailly Die Barry | 9 – 8        | Mubarak J. Ayew Acquah Acheampong Ayew Mensah Badu Afful Rahman Boye Razak | Estadio de Bata, Bata Scheidsrechter: Bakary Gassama (Gambia) |

| Ivoorkust | Ghana |

| Ivoorkust:     |    |                        |          |
|                |    |                        |          |
| DM             | 1  | Boubacar Barry         |          |
| VR             | 17 | Serge Aurier           |          |
| VC             | 21 | Eric Bailly            | 105+1'   |
| VC             | 4  | Kolo Touré             |          |
| VL             | 22 | Wilfried Kanon         | 87'      |
| MR             | 15 | Max Gradel             | 67'      |
| MC             | 20 | Serey Die              | 14'      |
| MC             | 19 | Yaya Touré             |          |
| ML             | 10 | Siaka Tiéné            | 58' 116' |
| SP             | 12 | Wilfried Bony          |          |
| SP             | 10 | Gervinho               | 120+1'   |
| Wisselspelers: |    |                        |          |
| VD             | 2  | Ousmane Viera          |          |
| AV             | 3  | Roger Assalé           |          |
| MV             | 6  | Cheick Doukouré        |          |
| AV             | 7  | Seydou Doumbia         | 67'      |
| AV             | 8  | Salomon Kalou          | 116'     |
| MV             | 9  | Cheick Tioté           |          |
| AV             | 11 | Tallo Gadji            | 120+2'   |
| VD             | 13 | Jean-Daniel Akpa-Akpro |          |
| MV             | 14 | Ismaël Diomandé        |          |
| DM             | 16 | Sylvain Gbohouo        |          |
| AV             | 18 | Lacina Traoré          |          |
| DM             | 23 | Sayouba Mandé          |          |
| Bondscoach:    |    |                        |          |
| Hervé Renard   |    |                        |          |

| Ghana:         |    |                  |        |
|                |    |                  |        |
| DM             | 1  | Brimah Razak     |        |
| VR             | 23 | Harrison Afful   |        |
| VC             | 21 | John Boye        |        |
| VC             | 19 | Jonathan Mensah  |        |
| VL             | 17 | Baba Rahman      |        |
| MR             | 7  | Christian Atsu   | 117'   |
| MC             | 11 | Wakaso Mubarak   |        |
| MC             | 6  | Afriyie Acquah   |        |
| ML             | 10 | André Ayew       |        |
| SP             | 3  | Asamoah Gyan     | 120+1' |
| SP             | 2  | Kwesi Appiah     | 99'    |
| Wisselspelers: |    |                  |        |
| VD             | 4  | Edwin Gyimah     |        |
| VD             | 5  | Mohamed Awal     |        |
| MV             | 8  | Emmanuel Badu    | 120+1' |
| AV             | 9  | Jordan Ayew      | 99'    |
| DM             | 12 | Ernest Sowah     |        |
| MV             | 13 | Mohammed Rabiu   |        |
| MV             | 14 | Solomon Asante   |        |
| AV             | 15 | Mahatma Otoo     |        |
| DM             | 16 | Fatau Dauda      |        |
| VD             | 18 | Daniel Amartey   |        |
| AV             | 20 | David Accam      |        |
| AV             | 22 | Frank Acheampong | 117'   |
| Bondscoach:    |    |                  |        |
| Avram Grant    |    |                  |        |

1957 · 1959 · 1962 · 1963 · 1965 · 1968 · 1970 · 1972 · 1974 · 1976 · 1978 · 1980 · 1982 · 1984 · 1986 · 1988 · 1990 · 1992 · 1994 · 1996 · 1998 · 2000 · 2002 · 2004 · 2006 · 2008 · 2010 · 2012 · 2013 · 2015 · 2017 · 2019
GFA · A-internationals · Selecties ·  Bondscoaches · Ghanees vrouwenelftal · Ghana U21 · Ghana U20 · Ghana U19 · Ghana U18 · Ghana U17
1950 – 1959 ·
1960 – 1969 ·
1970 – 1979 ·
1980 – 1989 ·
1990 – 1999 ·
2000 – 2009 ·
2010 – 2019 ·
2020 − 2029
WK 2006 ·
WK 2010 · 
WK 2014
OS 1964 · 
OS 1968 · 
OS 1972 · 
OS 1976 · 
OS 1992 · 
OS 1996 ·
OS 2004
1950 · 
1951 · 
1952 · 
1953 · 
1954 · 
1955 · 
1956 · 
1957 · 
1958 · 
1959 · 
1960 · 
1961 · 
1962 · 
1963 · 
1964 · 
1965 · 
1966 · 
1967 · 
1968 · 
1969 · 
1970 · 
1971 · 
1972 · 
1973 · 
1974 · 
1975 · 
1976 · 
1977 · 
1978 · 
1979 · 
1980 · 
1981 · 
1982 · 
1983 · 
1984 · 
1985 · 
1986 · 
1987 · 
1988 · 
1989 · 
1990 · 
1991 · 
1992 · 
1993 · 
1994 · 
1995 · 
1996 · 
1997 · 
1998 · 
1999 · 
2000 · 
2001 · 
2002 · 
2003 · 
2004 · 
2005 · 
2006 · 
2007 · 
2008 · 
2009 · 
2010 · 
2011 · 
2012 · 
2013 ·
2014 ·
2015 ·
2016 ·
2017 ·
2018 ·
2019 ·
2020 ·
2021 ·
2022 ·
2023
Algerije ·
Angola ·
Argentinië ·
Australië ·
Benin ·
Bosnië en Herzegovina ·
Botswana ·
Brazilië ·
Burkina Faso ·
Burundi ·
Canada ·
Centraal-Afrikaanse Republiek ·
Chili ·
China ·
Comoren ·
Congo-Brazzaville ·
Congo-Kinshasa ·
Cuba ·
DDR ·
Denemarken ·
Duitsland ·
Egypte ·
Engeland ·
Equatoriaal-Guinea ·
Eritrea ·
Ethiopië ·
Gabon ·
Gambia ·
Griekenland ·
Guinee ·
Guinee-Bissau ·
IJsland ·
India ·
Indonesië ·
Irak ·
Iran ·
Italië ·
Ivoorkust ·
Jamaica ·
Japan ·
Joegoslavië ·
Kaapverdië ·
Kameroen ·
Kenia ·
Lesotho ·
Letland ·
Liberia ·
Libië ·
Madagaskar ·
Malawi ·
Maleisië ·
Mali ·
Marokko ·
Mauritius ·
Mexico ·
Montenegro · 
Mozambique ·
Namibië ·
Nederland ·
Nicaragua ·
Nieuw-Zeeland ·
Niger ·
Nigeria ·
Noorwegen ·
Oeganda ·
Oostenrijk ·
Portugal ·
Qatar ·
Rusland ·
Rwanda ·
Saoedi-Arabië ·
Sao Tomé en Principe ·
Senegal ·
Servië ·
Sierra Leone ·
Singapore ·
Slovenië ·
Soedan ·
Somalië ·
Swaziland ·
Tanzania ·
Thailand ·
Togo ·
Tsjaad ·
Tsjechië ·
Tunesië ·
Turkije ·
Uruguay ·
Verenigde Staten ·
Zambia ·
Zimbabwe ·
Zuid-Afrika ·
Zuid-Korea ·
Zwitserland
Brazilië (2006) · 
Duitsland (2014) ·
Italië (2006) · 
Ivoorkust (2015) · 
Portugal (2014) ·
Servië (2010) · 
Tsjechië (2006) · 
Verenigde Staten (2006) · 
Verenigde Staten (2014)
FIF · A-internationals · Selecties · Bondscoaches · Statistieken · Ivoriaans vrouwenelftal · Ivoorkust U21 · Ivoorkust U20 · Ivoorkust U19 · Ivoorkust U18 · Ivoorkust U17
1960 – 1969 ·
1970 – 1979 ·
1980 – 1989 ·
1990 – 1999 ·
2000 – 2009 ·
2010 – 2019 ·
2020 − 2029
WK 2006 · 
WK 2010 · 
WK 2014
OS 2008 · 
OS 2020
1960 ·
1961 ·
1962 ·
1963 ·
1964 · 
1965 ·
1966 · 
1967 ·
1968 ·
1969 ·
1970 ·
1971 ·
1972 ·
1973 ·
1974 ·
1975 ·
1976 ·
1977 ·
1978 · 
1979 ·
1980 ·
1981 · 
1982 ·
1983 ·
1984 ·
1985 ·
1986 ·
1987 ·
1988 ·
1989 ·
1990 ·
1991 ·
1992 · 
1993 · 
1994 · 
1995 · 
1996 · 
1997 · 
1998 · 
1999 · 
2000 · 
2001 · 
2002 · 
2003 · 
2004 · 
2005 · 
2006 · 
2007 · 
2008 · 
2009 · 
2010 · 
2011 · 
2012 · 
2013 ·
2014 ·
2015 ·
2016 ·
2017 ·
2018 ·
2019 ·
2020 ·
2021 ·
2022 ·
2023 ·
2024
Algerije ·
Angola ·
Argentinië ·
België ·
Benin ·
Bosnië en Herzegovina ·
Botswana ·
Brazilië ·
Burkina Faso ·
Burundi ·
Centraal-Afrikaanse Republiek ·
Chili ·
Colombia ·
Comoren ·
Congo-Brazzaville ·
Congo-Kinshasa ·
Duitsland ·
Egypte ·
El Salvador ·
Engeland ·
Equatoriaal-Guinea ·
Ethiopië ·
Frankrijk ·
Gabon ·
Gambia ·
Ghana ·
Griekenland ·
Guinee ·
Guinee-Bissau ·
Hongarije ·
Israël ·
Italië ·
Japan ·
Jordanië ·
Kameroen ·
Kenia ·
Koeweit ·
Lesotho ·
Liberia ·
Libië ·
Madagaskar ·
Malawi ·
Mali ·
Marokko ·
Mauritanië ·
Mauritius ·
Mexico ·
Moldavië ·
Mozambique ·
Namibië ·
Nederland ·
Niger ·
Nigeria ·
Noord-Korea ·
Oeganda ·
Oostenrijk ·
Paraguay ·
Polen ·
Portugal ·
Qatar ·
Roemenië ·
Rusland ·
Rwanda ·
Senegal ·
Servië en Montenegro ·
Seychellen ·
Sierra Leone ·
Slovenië ·
Soedan ·
Spanje ·
Tanzania ·
Togo ·
Tsjaad ·
Tunesië ·
Turkije ·
Uruguay ·
Verenigde Staten ·
Zambia ·
Zimbabwe ·
Zuid-Afrika ·
Zuid-Korea ·
Zweden ·
Zwitserland
Argentinië (2006) · 
Colombia (2014) ·
Ghana (2015) ·
Griekenland (2014) · 
Japan (2014) ·  
Nederland (2006) · 
Noord-Korea (2010) · 
Servië en Montenegro (2006) ·
Zambia (2012)